# بيت عزالدين (السدة)

تعديل مصدري - تعديل

بيت عزالدين محلة تابعة لقرية الحقلين، التابعة لعزلة جبل عصام بمديرية السدة إحدى مديريات محافظة إب في الجمهورية اليمنية.، بلغ تعداد سكانها 68 حسب تعداد اليمن لعام 2004.